# روبرت بيرد (مهندس معماري)
روبرت بيرد (بالإنجليزية: Robert Byrd)‏ هو مهندس معماري أمريكي، ولد في 1904، وتوفي في 1978.